# Eumerus pallidifrons
Eumerus pallidifrons är en tvåvingeart som beskrevs av Becker 1921. Eumerus pallidifrons ingår i släktet månblomflugor, och familjen blomflugor.
Artens utbredningsområde är Syrien. Inga underarter finns listade i Catalogue of Life.